# Marthe dans la salle à manger au Cannet
Marthe dans la salle à manger au Cannet est un tableau réalisé par le peintre français Pierre Bonnard en 1933. Cette huile sur toile de format vertical est le portrait de Marthe Bonnard alors que l'épouse de l'artiste se tient debout dans la salle à manger de leur villa au Cannet, dans les Alpes-Maritimes. Aperçue via une porte-fenêtre, elle y figure de profil devant une table à la nappe rouge sur laquelle se penche une autre figure émergeant du bord gauche de la composition picturale. Reçue de la famille de Léon Delaroche en 1967, l'œuvre est conservée au musée des Beaux-Arts de Lyon, à Lyon.

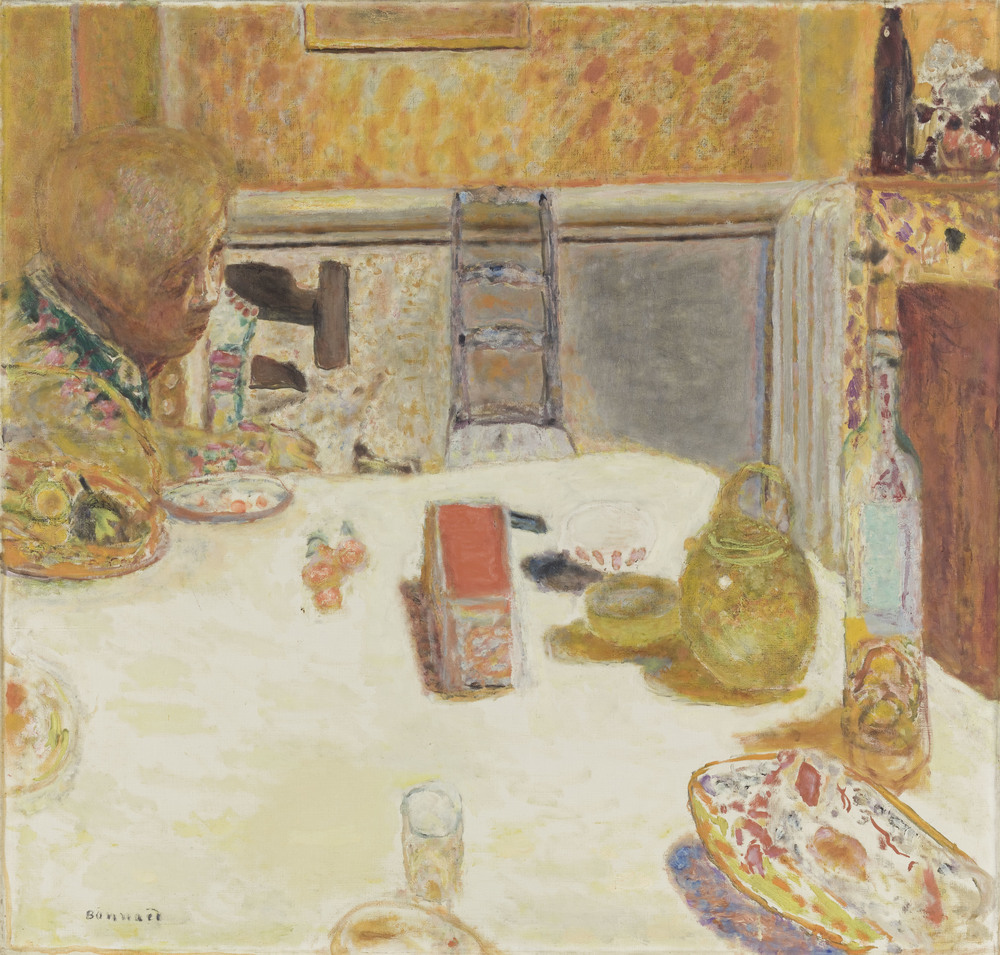
La Salle à manger au Cannet, 1932 – Musée Bonnard, Le Cannet.